# Venerando
Dentro de los escritores de la época patrística en la región de Gales (actualmente Francia) se reconoce a Venerando. Sobre el escritor se puede mencionar: “Venerando es el fundador del monasterio llamado Altaripa, en la diócesis de Albi, cuya exacta localización no ha sido todavía identificada” (Quasten, 2000, pág. 439). Aunque es desconocido su fecha de nacimiento como su muerte, por medio de su obra reconocida, que se verá más adelante, se puede considerar perteneciente al siglo V.
Dentro de sus actividades pastorales y monásticas, Venerando es conocido por “fundar la abadía durante el episcopado de Fibicio de Albi, y las vicisitudes de su fundación narradas por Venerando en una carta, que es la única fuente que tenemos de él” (Quasten, 2000, pág. 439). Particularmente este monasterio, no localizado, podría considerarse como “el primer monasterio benedictino de la Galia merovingia (Quasten, 2000, pág. 313)”.
Aunque dentro de los padres de la Iglesia del oriente, específicamente Galia, el siguiente autor es un tanto desconocido porque solamente se conoce de su autoría un documento descubierto por sus propias actividades: “La carta” de alguna manera es una introducción a la Regla benedictina, y fue dirigida al obispo Constancio (620-630), sucesor de Fibicio en la sede de Albi, con el que mantenía correspondencia Desiderio de Cahors. Es importante destacar que, aunque el “florecimiento de la literatura en la Galia meridional dentro de los primeros decenios del siglo V en adelante, no fue un detonante, como con personajes de la talla de San Agustín, y Jerónimo, se encuentran escritores de gran importancia” (Quasten, 2000, p. 439), como lo fue Venerando.
Se han encontrado escritos que dan testimonio de la procedencia del autor mencionado, así como su providencia: “El primer testimonio manuscrito de la carta se remonta al siglo XV. Traube, analizando su latín, ha demostrado que no puede ser, más que una composición merovingia del sur de la Galia” (Quasten, 2000, pág. 439).